# Kærlighedstyven
Kærlighedstyven er en amerikansk stumfilm fra 1919 af James Cruze.

## Medvirkende
- Wallace Reid som David Strong
- Anna Q. Nilsson som Joan Gray
- Raymond Hatton som Parson Smith
- Wallace Beery som Taylor
- Wilton Taylor som Bull Miller